# Stellifer stellifer
Stellifer stellifer és una espècie de peix de la família dels esciènids i de l'ordre dels perciformes.

## Morfologia
- Els mascles poden assolir 14,2 cm de longitud total.[5][6]

## Hàbitat
És un peix de clima tropical i demersal que viu fins als 35 m de fondària.

## Distribució geogràfica
Es troba a l'Atlàntic occidental: des de l'oest de Veneçuela fins al Brasil.

## Observacions
És inofensiu per als humans.